# Fondation Théodora
La Fondation Théodora est une fondation visant à égayer le séjour des enfants hospitalisés avec l’intervention de clowns hospitaliers. Créée en Suisse dans le canton de Vaud en 1993, elle est active dans huit pays d’Europe et d’Asie.

## Historique
La Fondation Théodora est fondée en 1993 par deux frères, André et Jan Poulie, en souvenir de leur mère, Théodora,. 

## Mission
La mission de la fondation est d'égayer le séjour des enfants hospitalisés ou en institutions spécialisées, grâce aux visites des « docteurs Rêves ». Ces artistes professionnels, issus de formations très diverses (magie, théâtre, musique, pantomime, etc.) sont formés et encadrés par la Fondation Théodora, conformément au code éthique édicté par la Fondation. Ils reçoivent par ailleurs une formation auprès de l’Institut et Haute École de la Santé La Source afin de pouvoir exercer leur art en tenant compte des spécificités du milieu hospitalier.
Les docteurs Rêves suivent une formation de quatre semaines durant laquelle ils apprennent des tours de magie, les bases de la psychologie de l'enfant, de l'hygiène en milieu hospitalier et du contrôle des infections.

## Activités
Afin de remplir sa mission, la Fondation a développé cinq programmes: « Docteur Rêves » et l’« Accompagnement pré et post chirurgical » pour les petits patients à l’hôpital ; « Monsieur et Madame Rêves » et le « Petit Orchestre des Sens » pour les enfants en situation de handicap ; et « Les P’tits Champions » pour les enfants en surpoids suivant un programme thérapeutique.
La Fondation Théodora compte 70 docteurs Rêves et intervient chaque semaine dans 35 hôpitaux et 22 institutions spécialisées en Suisse. En 2015, les artistes Théodora ont réalisé plus de 100 000 visites individuelles d'enfants en Suisse. 
En 2022, elle tourne un film imaginé et joué par des enfants hospitalisés dans les hôpitaux de Lausanne et Lucerne. 

## International
La Fondation Théodora Suisse est à l'origine d’un réseau d'associations et de fondations portant également la raison sociale Théodora et agissant dans une même philosophie. Ce réseau est actuellement actif dans sept pays : Angleterre, Biélorussie, Chine (Hong Kong), Espagne, France, Italie et Turquie. Ces différentes structures sont pour la plupart indépendantes financièrement, exclusion faite de la Turquie et de la Biélorussie qui reçoivent un soutien par le programme « Suisse-Solidarité ».
En plus de la Suisse, la Fondation Théodora est active dans sept autres pays :
- Royaume-Uni - Theodora Children's Trust[5]
- Biélorussie
- Chine (Hong Kong)
- Espagne - Fundacion Theodora[6]
- France - Association Théodora
- Italie - Fondazione Theodora[7]
- Turquie - Theodora Sevgi Doktorlari

## Récompenses
- 2003 : Guardian Charity Awards pour Théodora Angleterre
- 2006 : Prix Adèle Duttweiler pour Théodora Suisse 2006
- 2011 : Grand prix de l'initiative innovante de la santé pour Théodora Espagne

## Filmographie
- Raphaël Engel, « Un « docteur Rêves » au chevet des petits malades, avec la Fondation Theodora » [3 minutes 42"], Ensemble, sur www.rts.ch, 1er juillet 2018 (consulté le 31 août 2018)

- « La Fondation Théodora a 20 ans » [3 minutes 51"], Couleur 3, 120", sur www.rts.ch, 29 janvier 2013 (consulté le 31 août 2018)

- « La fondation suisse Theodora exporte ses clowns dans les hôpitaux anglais » [2 minutes 20"], Le 12h45, sur www.rts.ch, 9 décembre 2002 (consulté le 31 août 2018)